# Hildegard Urner-Astholz
Hildegard Urner-Astholz (* 20. Januar 1905 in Hannover; † 21. August 2001 in Schaffhausen) war eine Schweizer Kunsthistorikerin und Autorin.

## Leben und Werk
Hildegard Urner studierte Theologie und Geschichte in Marburg und Zürich. 1932 promovierte sie bei Rudolf Butmann und Wilhelm Mommsen. 1933 heiratete sie den Pfarrer Johannes Friedrich und erhielt im gleichen Jahr das Schweizer Bürgerrecht. Zeitlebens lebten sie auf Burg in Stein am Rhein.
Als Karl Keller-Tarnuzzer umfangreiche Grabungen auf der Insel Werd durchführte, begleitete sie einige Notgrabungen und publizierte 1942 eine Zusammenfassung der Ergebnisse, die für lange Zeit die einzige Beschreibung des römischen Vicus blieb.
Von 1960 bis 1976 war Hildegard Urner als Lateinlehrerin und Pfarrfrau tätig und verfasste verschiedene Aufsätze für historische Fachbücher sowie während sechs Jahrzehnten Aufsätze zur Kunst- und Kulturgeschichte für das Feuilleton der Neuen Zürcher Zeitung. Zudem war sie Mitglied des Schaffhausers Zonta-Clubs.
Hildegard Urner wurde 1994 für ihre poetische Reflexion über das Kulturgut verschiedener Epochen von der «Stiftung kreatives Alter» der Bank Vontobel ausgezeichnet.

## Veröffentlichungen
- Der Ortsname Tasgetium und seine Entwicklung zu Eschenz. In: Jahrbuch der Schweizerischen Gesellschaft für Urgeschichte / Annuaire de la Société suisse de préhistoire / Annuario della Società svizzera di preistoria. 31. Jg., 1939, S. 157–160.
- Die römische Jagdschale und eine Kugelschliffschale von Stein am Rhein. In: Schaffhauser Beiträge zur Geschichte. Nr. 51, 1974, S. 6–61 (Digitalisat).
- Der Wochensteckkalender von Eschenz-Tasgetium und die Verehrung der Wochengötter. In: Jahrbuch der Schweizerischen Gesellschaft für Urgeschichte / Annuaire de la Société suisse de préhistoire / Annuario della Società svizzera di preistoria. 48. Jg., 1960/1961, S. 43–49 (Digitalisat).